# (38108) 1999 JB24
1999 JB24 (asteroide 38108) é um asteroide da cintura principal. Possui uma excentricidade de 0.06304300 e uma inclinação de 2.73381º.
Este asteroide foi descoberto no dia 10 de maio de 1999 por LINEAR em Socorro.